# ROOKIES
『ROOKIES』（ルーキーズ）は、森田まさのりによる日本の野球漫画、また、それを原作としたテレビドラマ・映画。
1998年から2003年まで『週刊少年ジャンプ』（集英社）にて連載され、連載後半には作者の体調不良による休載が続くこともあったが、掲載は233回を数えた。2013年7月時点で累計発行部数は2100万部を突破している。

## あらすじ
二子玉川学園高校（通称ニコガク）へ赴任してきた新人教師・川藤幸一。ニコガクの野球部は、かつては春のセンバツ甲子園出場まで果たしていた伝統ある部であったが、部員の起こした不祥事により活動停止に追い込まれ、現在では不良の溜まり場と化し、部員達は自暴自棄になっていた。
そんな部員たちの心の奥底に残る情熱を見抜いた川藤は、野球の「や」の字も知らなかったが、自ら顧問となって野球部の再建に乗り出す。初めは川藤を馬鹿にしていた不良部員たちも、次第に彼の親身になって自分たちと向き合おうとする態度に心を動かされ、様々な試練や逆境に見舞われながらも一致団結して夢の甲子園を目指し奮闘していく。

## 登場人物

### 二子玉川学園高校

#### 野球部
川藤 幸一（かわとう こういち）
本作品の主人公。24歳。無類のカップラーメン好き。
神田川高校の新米教師だったが、話を聞こうとせずに当たり散らす張本を殴り、2階から転落させて重傷を負わせてしまったため、彼の復学と引き換えに辞職する。その後復職し、二子玉川学園で教鞭をとることになり、安仁屋らに復讐を目論む小林との出会いがきっかけで、野球部の顧問を務めることになる。
礼節を重んじる真面目な性格で、まず人を信じ正面から向き合おうとする熱血教師。八木曰く「今時おマヌで熱い70年代教師」。夢に向かっている生徒には全力で協力するが、夢を持たない生徒に対しては夢を持つように熱く語りかける。ゆえに他人の夢を馬鹿にする言動に対してはいかなる理由があっても厳しい態度をとる。
直情すぎる面が災いして、時にトラブルを招くこともあるが、ニコガク野球部員をはじめ彼に助けられた生徒たちはその熱血ぶりにあきれつつも、どのような生徒も決して見捨てずに向き合おうとする姿勢を尊敬している。
担当教科は現代国語で、諺や故事成語、偉人の名言を好んで引用する。緊張したり興奮したりすると日本語がおかしくなる。
子供のころから父親に格闘技を徹底的に仕込まれたこともあり、空手は二段で、都大会優勝経験もある。野球は未経験でルールも知らなかったが、部員たちにも負けない努力の量と持ち前の飲み込みの早さで、野球の技術・知識を伸ばしていった。同様に全校生徒の顔と名前もしっかりと覚えており、目黒川高校との練習試合の時は相手チームの全員の顔と名前も覚えていた。自分が直接応援できなくても近くにいるだけで力を与える存在。敵チームに対しても時に叱咤激励し、本気の相手を受け止め勝つことを本望とする。
国松やマスコミ関係者からは「ヤクザ監督」と呼ばれている。池辺はFtよりも縦縞の旧ユニフォームが似合うと言っている。
前述通り誰にでも実直かつ誠実な人柄ゆえに、女性に好かれるタイプだが当人は女心に疎い。リンゴの皮を2m以上剥くことができる手先の器用さはあるが、ネクタイを結べなかったりパソコンが苦手であるなど、子供っぽく世間擦れしていない部分もある。異常な石頭で、石頭に関するエピソードは話中でも枚挙にいとまがない。遅刻の常習犯であり、他の教員から呆れられたり、池辺や校長から説教されたりしている。また、「教職業務に都合がよく、遅刻をしなくて済む」という理由で男子更衣室にコタツを持ち込んで泊まり込むことがある。
最終話では、予選中自らが起こした行動に関して謹慎二ヶ月で許されていたが、一度学校を辞めて新たに採用試験を受け直し、再度ニコガクの教師、野球部の監督になった。モデル人物は川藤幸三でAKBと××のDVD・教えて川藤先生のコーナーで言及されている。
原作から数年後は野球部から美術部の顧問として立て直しに奮闘していると森田によって明かされている。
(1) 安仁屋 恵壹（あにや けいいち）
右投右打・181cm・75kg O型
遠投123m・50M走6.0秒・打率6割
尊敬する人：監督
ポジションは投手、一塁手、外野手（中堅手）。
エースで4番。走攻守でずば抜けたレベルにあり、打率も6割を超えていた。しかし、川上にはノーヒットに仕留められてしまい、高校でのリベンジを誓う。高校は名門校を嫌ってニコガクに進学した。
1年生の夏に控え外野手としてベンチ入りするも、ニコガク野球部凋落のきっかけとなった事件に遭い、部員たちが暴れる様子をベンチで見届けることとなる。さらに、その後川上が夏の甲子園で一イニング12失点を喫する姿を見て、甲子園とのレベルの差を知り努力をしても無駄だと思い、野球をやめようと考えるほどに落ち込んでしまう。
その後は不良部員たちとつるんで自堕落な高校生活を過ごすが、野球への情熱を捨てきれず、一時期少年野球のコーチを務めていた。その後の川藤との勝負の後、野球部に復帰する。「甲子園には行けるレベルではない」と言われたニコガクでも下記の江夏と共に1年生時からメンバーに選ばれているだけあり、非凡な野球センスは当初は素人同然だった他の部員よりは抜きん出ており、地肩の強さや打撃能力から「エースで4番」に抜擢されるのは必然だったが、それに驕ることなく責任感を持ち全うした。
猛練習の甲斐もあり、生来の野球センスに磨きをかけていった。当初はワンマンプレーになってしまうこともあったが、チームメイトの成長や励ましによってチームプレイの大切さを知っていく。基本的には真っ向勝負をすることが多く、敬遠はしない。
ストレートの最速は中学時で135km/h、2年時で150km/h、3年時には155km/h。後にカーブも覚えたが、最初のうちはクセ（握りを確認してしまうという単純なもの）があり、打ち込まれてしまう。しかし、平塚のアドバイスで克服した。
高校卒業後、阪神タイガースからドラフト一位で指名・入団しさらなる大舞台へと進んでいく。
ドラマ版では実家は「酒屋」であり自宅の自室で飲酒していた。
(2) 若菜 智哉（わかな ともちか）
右投右打・179cm・71kg B型
背筋190kg・遠投97m・50M走6.4秒・打率3割9分5厘
尊敬する人：担任
ポジションは捕手。打順は1年生時は3番、2年生(劇場版では3年生)時では6番。
当初は他の部員同様川藤を見下しており、活動再開をしつこく勧める川藤を撒くために、「サッカー部に入りたい」と嘘をつく。しかし真に受けて入部条件であるグラウンドの草むしりを毎日行う川藤を見て心が揺れ始め、嘘をついていたことを告白。部活動を馬鹿にされたことを怒った彼と追いかけっこの末、「自分がアメリカの大統領になりたいって言ってもあいつ（川藤）は真剣に聞いてくれる」と心を開いて野球部に3番目に復帰した。
捕手はメンバーを盛り上げるムードメーカーとしての素質を買われてのポジションであったが、最初は打者がスイングをすると恐怖から目をつぶってしまい、捕球すらままならなかった。しかし密かに続けた特訓に加え桧山の協力もあり、努力の結果恐怖心を克服する。それから安仁屋の速球を受け続けていたこともあり速球に強くなり、打撃センスが開花。打率も上記の通り4割近くと非常に高い。キャッチャーとしてある程度のセンスはあるが、リードはあまり上手くないようである。
小学校時代に東京から鎌倉まで逆立ちで横断することに挑戦する少年としてテレビで取り上げられたもののすぐに挫折した経験があり、以来あらゆる物事に対してどこか逃げ腰になっていたが、川藤との出会いと日々の練習を通して成長していく。面倒くさがりでいい加減なところがあるが、舐められることを極端に嫌う。キレやすさも野球部一であったが、精神面でも成長したために、逆にチームメイトをなだめたりたしなめる場面も多くなっていった。
劇場版のエピローグでは野球を通じて立ち直るきっかけを与えてくれた川藤に感謝した。都合上、ドラマ版と劇場版で2度に渡る人差し指の骨折に陥っており不遇さは原作以上である。甲子園大会では御子柴に捕手を任せ、控えに回った描写がある。本作とは違いピアスはしてないが、染髪なしの黒髪のリーゼントは共通している。
(3) 湯舟 哲郎（ゆふね てつろう）
右投右打・186cm・80kg O型
背筋195kg・遠投100m・50M走6.5秒
尊敬する人：担任
ポジションは基本的に一塁手だが、外野手もできる。チーム一の長身と意外性のある打撃が持ち味。笹崎戦ではスイングして一回転したバットにボールを当てヒットにしたこともある。
打順は基本的に8番（川藤いわく大穴の打順）。バッティングフォームが独特で、バットを長く持って大きく構える。スイングの際に「にゃー」という掛け声（猫打ち）で、打球速度が非常に速いクリーンヒットを打つことができる。しかしチーム一の臆病でもあり、特に初期のころは新庄や安仁屋を恐れるなど、やや格の低い場面が見られた。新庄同等に恵まれた体格ではあるが不良にしては大人しい方である。
当初は他の部員たちと同様に川藤や教師たちを馬鹿にしていたが、御子柴達が川藤に動かされる様子を見て自分たちの学校生活に疑問を持つようになり、さらに用賀第一高校の野球部部員に馬鹿にされた悔しさもあって岡田、桧山と共に野球部に合流した。
真弓に思いを寄せており、彼女の優しい心根を心底から愛しており、川藤と同じくらいに教師としての彼女を信頼している。桧山とは仲がよいが、意見が分かれて喧嘩になる時もある。バカ正直な面があり天然である。またピッキングの才能を持っている。
ドラマ版では中学までサッカー部に所属していたが、若菜の勧めで野球部に入部している。また整った容姿と明るい性格もあって女子からの評判も高い。
劇場版のエピローグでは、「新しい夢を見つけたら真っ先に報告に来る」と語り、川藤に感謝を述べた。演じた役者の都合もあり見た目もパーマではなく茶髪のロングヘアーにカチューシャと言う出で達で喧嘩も本作以上に得意な方ではない。
(4) 御子柴 徹（みこしば とおる・主将）
右投右打・154cm → 162cm（高校三年生時）・47kg A型
遠投83m・50M走6.9秒・打率2割8分
尊敬する人：監督
ポジションは二塁手。捕手も守れリードが上手いが、若菜とは体格が全然違うため、レガースはブカブカ。打順は基本的に2番。不良ぞろいの野球部員にあって、唯一優等生風で真面目な性格をしている。再始動したメンバーの中では安仁屋と並んで数少ない野球経験者。
他の部員たちと違って初めから川藤を見下しておらず、彼が野球部の顧問になってからは溜まり場になっていた部室の鍵を預けるなど信頼していたことがうかがえる。中学校時代も野球をやっていたが、「玉拾い大臣」と揶揄されるほどもっぱら球拾いや雑用が専門であり、ニコガク野球部でも部として活動していない時はやはりパシリのような存在で、皆が帰った後に壁キャッチボールやストレッチなどをしていた。野球を忘れられず転校を考えていた中で川藤の熱意に触れ、野球部員として活動を再開する決意をして禁煙した。やがて川藤の鶴の一声主将に任命されることになる。
活動再開当初はパシリの延長扱いしていた部員たちも、次第に彼を真のキャプテンとして認めていくようになった。基本的には温厚だが、チームを思ってのこととはいえ傷だらけの若菜が桧山の喝に逆上して喧嘩に発展した際に「やる気がないならやめてくれ。約束の一つも守らない奴が野球をする資格なんかない!!」と怒鳴りつける、笹崎戦では濱中がグラウンドにツバを吐いたことに怒って殴ったり、ドラマ版ではやむを得なかったとはいえ上坂らに反撃し怪我を負わせた部員たちを謹慎明けに叱責するなど、規律や礼儀に厳しい一面も持っている。非常に努力家で、池辺が作成したマニュアルをこと細かく記憶しており、ページ数だけで何が書いてあるページかわかっている描写がある。守備は鉄壁、打撃は器用で選球眼もあるが、プレッシャーに弱くここ一番には弱くミスをすることも多い。感動屋で涙もろく、部員たちによくからかわれる。部活の活動停止中も授業に出席するなど勉強にも真面目に取り組むため、成績はよい。女子生徒からの人気は安仁屋と二分するが、「カワイイ」という声援が多い。若菜負傷後の急造捕手もこなし「キャッチャーなんかやった事がないよ」と言いつつ安仁屋や赤星の球を難なく捕球し好リードしていた。
大学進学への推薦を蹴ってプロ志願届けを提出するもののドラフト指名されることはなく、一時は将来を諦めかけたが、川藤の励ましもあって一般受験で志望していた大学に合格し、野球を続けていくことになる。
ドラマ版では一切喫煙しておらず、未登場の小林に変わって野球部に対する思いを打ち明けたり、安仁屋たちが復帰して試合ができる人数になったことでキャプテンとして「喧嘩と煙草は禁止」とルールを設定したり、目黒川との練習試合後に元部員の上級生に全員で謝罪に行こうと提案するなど原作と比べて部員たちをまとめたり、たしなめる場面が多くなっている。実家は「クリーニング屋」で預かっていたユニフォーム（練習着）を部員に返す事になる。
劇場版のエピローグでは「先生の言葉を信じてやってきたおかげで笑って卒業できました」と自分たちに勇気と自信をくれた川藤に感謝した。負傷退院後から最後の大会にギリギリ間に合ったが（担当医師には「今後一切野球が出来なくても良いから治してくれ」と懇願していた）ベンチの主将として声援を送っていたが地区大会決勝戦で若菜が人差し指を骨折し赤星に捕手をやらせようしていた川藤に自ら「俺なら安仁屋の球を捕った（ドラマ版）ことがあるし出来るよ」と志願し見事、甲子園出場に導いた。
(10) → (5) 新庄 慶（しんじょう けい）
右投左打・185cm・81kg AB型
背筋270kg・遠投112m・50M走6.3秒
尊敬する人：担任
ポジションは基本的に三塁手であるが、作中では中堅手・遊撃手としても出場している。打順は基本的に5番で最終的には堅守、強肩、強打で安仁屋に次ぐ主力となった。
御子柴や安仁屋以上のリーダーシップを持ち合わせているが、当初はかなり凶悪かつ暴力的な面が目立ち、力を示すことで仲間を作り、仲間の裏切りを嫌っていた。しかし結局は自分の考えに異を唱える者に対しては容赦無く暴力を用いる支配でしかなく、川藤に心を開いた関川と御子柴を半殺しにした上、諌めた若菜や桧山にも暴言を吐いたために、逆に仲間から孤立してしまう。
その後やけを起こして行ったゲームセンターで因縁を付けた不良たちにリンチされていたところを川藤に救われる。そこで彼から自分のやり方に疑問を持っていたことを見抜かれ、本心を理解してからは闇討ちにあった元野球部員の仇討ちに行ったり、野球部に復帰できずにいた安仁屋を気にかけるなど、不器用ながらも仲間のために行動を始める。そして用賀第一高校との練習試合最終回で若菜に変わって代打として登場し、野球部に最後に合流した。
部に復帰してからは、野球部が落ちぶれるきっかけになった江夏に責任転嫁をしようとした部員たちを咎めたり、目黒川との練習試合に勝利した後、野球部員であった先輩に自らの意思で過去の無礼を謝罪しに行き、彼らと和解してウイニングボールを返してもらうなど、以前の振る舞いを反省する言動が目立つようになった。以上の点から川藤に「あいつほど人間臭い奴はいない」と言わしめるほど、仲間思いで誠実な一面を持っていることがわかる。
他の部員より1ヶ月遅れて野球を始めるも、抜群の野球センスと筋力を持ち、日々の練習によってスラッガーとして開花。池辺と河埜が驚くほどのスイングスピードを誇る。口数は少ないが誰よりも精神面で強く、ピンチの場面で仲間を叱咤激励し試合の流れを変えることもある。意外にもテストの成績はよいことが語られている。
劇場版のエピローグでは、川藤に教わった掌（たなごころ）の意味と思い出を絶対に忘れないと誓い、最後まで自分たちを信じてくれた彼に感謝した。「俺はお前（川藤監督）の様になりてえ」と下記の様に選手継続より指導者（教員含めて）の道を志したことを示唆している。投打の利きは本作と同じである。
数年後は大学卒業後に就職するも、教師に転職した。
(6) 桧山 清起（ひやま きよおき）
右投右打・174cm・65kg  O型
遠投90m・50M走6.9秒・打率1割2分5厘
尊敬する人：担任
ポジションは遊撃手。打順は1年では6番、2年では基本的に7番。打球勘が良く守備がうまいが、一方で打撃面はミートが大の苦手で、バッティングセンターの90km/hの球すら当たらないという状況であった。しかし猛練習の甲斐あって、練習試合でスリーランホームランを打つこともあるなどの成長を見せた。目黒川との公式戦時点では、打率は2割そこそこだという。
初めは他の部員同様川藤を馬鹿にしていたが、御子柴のみならず関川や若菜が野球部員として活動を始めたことで自分たちの学校生活に疑問を持つようになる。さらにスポーツ店で用賀第一高校の野球部員に馬鹿にされたことを受け、岡田、湯舟と共に野球部に復帰した。
一本気な性格で熱い心の持ち主。キレやすさは若菜に次ぐが、仲間や目標のために馬鹿にされても手を出さず耐え抜いたり、叱責された相手選手をさり気なく励ます、目黒川との練習試合で勝利のために打席を平塚に譲るなど、我慢強さと他者への思いやりを身につける。湯舟や若菜とよく行動を共にしており、若菜とは幼なじみ。1球勝負では濱中に勝ったものの、平塚には負けている。
劇場版のエピローグでは、序盤はからかっていたが、野球を通じて喧嘩より楽しいことを教えてくれた川藤に感謝した。
(9) → (7) 今岡 忍（いまおか しのぶ）
右投両打・152cm・45kg AB型
遠投76m・50M走7.3秒
ポジションは右翼手から左翼手へとコンバートされた。二塁手も守れ、赤星の入部以前はリリーフ投手も務めていた。打順は基本的に9番。長打力に欠けるものの、チームで1、2を争うほどの器用さを持ち、本来のポジション以外をそつなくこなしたり、バントや盗塁を行うこともある。さらにアンダースロー、一本足打法を駆使し、スイッチヒッターでもある（ただし、右打席が主）。重要な局面で活躍している描写は少ないが、意外性のある活躍を見せ、特に体を張ったプレーが光る。試合中には冷静さも持ち合わせており、目黒川での練習試合では、江夏のピッチングで他のチームメイトが慌てていても、打てる球には「普通の打ちやすい球だった」といってヒット性の当たりを打ったり、守備が乱雑なのを見て盗塁を決めたりしている。投げる時の「ふよ」という掛け声が特徴。目黒川の河埜からも「こいつだけは何考えてるのか全く読めない」と思われている。
平塚とは中学時代から仲が良く、「平っち」と呼んだり、平塚の暴走を止めている場面が多い。
初登場時は他の部員と同様に気性の荒い性格で描かれていたが、回を経るごとに穏和でのらりくらりとした性格へと変化し、独自のキャラクターを確立。また一時期平塚に誘われコーラス部に入部していたが、居心地の悪さから野球部がいいと感じ、平塚と共に野球部に復帰した。
ドラマでは終始粗暴な面は無く、冷静で落ち着いた性格。また、部員の中では御子柴と同じく川藤を一度も呼び捨てで呼んでいる描写がない。第1話で平塚との2人乗りでバイクを操縦し廊下を走っているが免許を取っているかは不明。劇場版のエピローグでは、一生自慢できる思い出を作らせてくれた川藤に涙ながらに感謝を伝えた。地区大会決勝前に関川が「俺たちは幸せ者だよな、夢があって仲間がいて（中略）今より楽しい事があるのかな？」の後に「ありがとね、言う機会逃すと言えないから今お礼を言っとくが俺も楽しかった」と言い岡田が「勝てばもっと楽しくなる」と続き安仁屋の「明日（地区大会決勝に）勝って俺たちがスターになる」で締めた。本作とは違い役者の都合で左投である。
(8) 関川 秀太（せきかわ しゅうた）
右投右打・163cm・54kg A型
遠投88m・50M走5.6秒
尊敬する人：担任
ポジションは中堅手。打順は1番。不良時代に万引きを繰り返しても逃げ切るほどの俊足の持ち主で、足が速く50m走は5.6秒。100mは好調時で10秒台をたたき出すこともあり、陸上部のスカウトに揺れたこともある。野球部の活動停止中も、不良部員の中ではほぼ唯一初めから御子柴の気持ちに理解を示し、気遣っていた。ヘアースタイルは不良が多い「二子玉川」の中でも特に個性的なカラー（染髪）を入れた逆立ち髪である。
当初は川藤を見下していたが、部室の鍵を盗みに職員室へ行った際、彼が採用された本当の理由と真剣な思いを知り「笑って卒業したい」と御子柴に次いで野球部に復帰。荒れていた部室の片付けやグラウンドの草むしりを手伝ったが、新庄の怒りを買って大怪我を負ってしまう。それでも屋上で挑発した新庄を殴ろうとした川藤を思いとどまらせた。
長打力は全くないが、ボテボテゴロでもほぼ確実に塁に出るなど、足の速さを生かしたバントヒットや盗塁や一気にホームスチールを決め、劣勢に立たされても反撃の狼煙を上げる役回りを担う。相手チームにとってかなり厄介な存在である。
逆立てたヘアスタイルにプライドを持つが（打席に立った際、ヘルメット着用を拒んだほど）、立てているときはまだ本気モードではない。陸上部のマネージャーに気がある様子であったが恋人の存在を知り、それを機に陸上部のスカウトを断る。
ドラマ版では中学生から陸上をやっており、入学当初は陸上部を希望していたが、島野から素行の悪さを理由に拒否されている。また原作よりも、御子柴を気にかける場面が多い。劇場版のエピローグでは、「甲子園のベースを走ったときは最高の気分だったが、1番良かったのは川藤たちと突っ走れたことだった」と感謝を伝えた。髪型は本作と違い「モヒカン」であるがカラフルに染めている。
(7) → (9) 岡田 優也（おかだ ゆうや）
左投左打・170cm・59kg A型
遠投85m・50M走6.8秒
尊敬する人：担任
ポジションは当初は左翼手だったが、左利きは右翼のほうが有利なため、後に右翼手へとコンバートされた。
赤星加入後は、スタメンから外れ、途中出場が多くなった。川藤によると選球眼がかなりよいとのこと。特徴的なドレッドヘアはストリートファション誌の人気モデルを参考にしている。連載初期は他の部員同様粗暴なキャラであったが、個性をつけるためか冷静で落ち着いたキャラへと変貌し、他の部員をたしなめ諭す場面が見られた。成績もそこそこよいようで、テストで合格ラインは余裕らしい。新庄と仲が良いようで、2人で行動する場面も見られる。バッティングでは目黒川の江夏から2試合とも2出塁するなど得意にしているようである。
河埜は広岡北中の同級生。弟は二子三中出身で赤星と同級生。同じ不良でありながら野球をやっているという違いだけで優遇されていた河埜に対し劣等感を抱いており、練習試合をボイコットしようとしたが、川藤が目黒川の沢村監督に対して自分たちの長所を嬉しそうに話す姿を見て考えを改めた。
劇場版のエピローグでは、「今まで出会った中で初めて好きになれた先生だった」と川藤に語り、晴れやかな表情で感謝を述べた。演じた役者の都合もありドラマ版と共に右投右打である。
(5) → (10) 平塚 平（ひらつか たいら）
右投右打・175cm・75kg  O型
握力右約82.5kg・遠投100m・50M走7.0秒・打率2割
尊敬する人：両津勘吉
ポジションは三塁手であるが、基本的には代打要員。2回目の目黒川戦では、スタメン4番に起用された。代打のシチュエーションごとにその後の守備は、二塁・遊撃など様々なポジションにつく。スタメン出場時はほとんどの打席で空振り三振し、守っては平凡なゴロをトンネルするなど、お世辞にも野球センスがあるとは言いがたい上に、ニコガクの三振王。しかし、代打で登場した時は必ずといってもいいほど値千金の一打を放ち、特に頭部付近に来たビーンボールには防衛反応が働き異常に強い。作中では代打で凡退したケースは1度もないが、スタメンではボールがバットに当たったことすら1度しかない。同様に守備でも信じられないファインプレーを見せることもあり、トリプルプレーを演出したこともあり、攻撃・守備の両面で火事場の馬鹿力タイプ。川藤も他の部員も「ニコガクの秘密兵器」として、あまりの非常識ぶりにあきれつつもその秘めた力を信頼している。同様に妙なところで観察力に優れ、目黒川高校との練習試合の際は安仁屋の投球のクセを誰よりも早く見抜いていた。
性格はバカの一言で片付くほど単純。三塁コーチスボックスに座布団を持ち込んだり、昼休みで校内の茶道教室の押入れの中でパンツ一丁で布団の中で寝るなど、非常識な行動が目立つ。八木に思いを寄せているが、全く相手にされていない。濱中の一件より、多少虚言癖がある。コーラス部に所属していた八木を追い「時代はコーラス部」と言いつつ一時はコーラス部へ転部。しかし八木が野球部へ転部すると、あっさり野球部に復帰した。今岡からは「平っち」と呼ばれているが本人は気に入らないようである。後に赤星からは「平っち先輩（さん）」と呼ばれる。川藤曰く「意外性の男」。口癖は「いぇい」。中学時代はロン毛だった。
(1) → (11) 赤星 奨志（あかぼし しょうじ）
左投左打・177cm・72kg
背筋240kg・握力右69kg左72kg・遠投115m・50M走5.8秒
尊敬する人：なし
学年は安仁屋らの一つ下（劇場版では二つ下）。9つのポジションすべてに就くことができ、ニコガク唯一のユーティリティープレイヤー。打順は3番。左利き。自称天才、ビッグマウスで常に相手を見下した態度をとるが、相応の実力を持ち陰で努力も怠らない。
元々メジャーリーグを目指しているため、甲子園が目標である高校野球には興味がなく、多摩川体育大学の野球部で練習していた。笹崎など様々な高校のスカウトが来たにもかかわらず、ニコガクには野球ではなく英語を勉強する目的で、しかも「近いから」という理由で入学した。そんな彼も、上坂たちが起こした乱闘事件の際に見せた野球部の情熱にほだされ入部することになる。その乱闘事件で負傷しつつも大学へ練習に赴いた際、大学の野球部員がニコガク野球部を馬鹿にする態度を取ったため、松葉杖で殴り飛ばし決別している。安仁屋とエースの座を競うが（その期間の背番号は1）、後に川藤の「年功序列」の一言で安仁屋に明け渡す。
身体能力は非常に高く様々な分野で高い記録を叩き出すも、それらの分野で必ずチーム内の誰かが自分の記録を上回るため、総合的にはトップでも各分野においては2番手という立場に甘んじている。勝負度胸もあり、周囲が敵チームの応援ばかりという完全にアウェーの状況でも全くうろたえず、相手を心理作戦やささやき戦術で翻弄するという狡猾さも持つ。捕手の際は、ニコガクには左利き用のキャッチャーミットがないため、普通のグローブで受けている。投手としては打たせて取るタイプで球種も多く安定感では安仁屋より上だが、球筋は素直すぎるところがあり見切られた相手には容易にヒットやホームランを許してしまう。2年時にはサイクル安打を達成。
出身中学は二子三中で岡田の弟と同級生で、中学時代は安仁屋を三球三振に取っているが、河埜は苦手としている。河埜から「素質はあるがまだまだ甘い」と指摘されている。
劇場版では上坂らの乱闘事件以外は原作と同じだが、野球部の練習に本格的に参加する動機が、自分を庇って大怪我を負った御子柴への罪悪感と予選出場を絶望視されながらも諦めずリハビリに励む彼の姿勢に触発されたために変更されており、御子柴に変わって二塁手を守った。ラストでは安仁屋たちの卒業を名残惜しむ濱中に、「真面目に練習するように」と念を押していた。なお劇場版では苗字の読みが「あかほし」に変更されている他、やや喧嘩早い性格であるが右投右打で自分を庇って骨折入院した御子柴への感謝と贖罪の意で「あの人（御子柴）が戻るまでここ（二塁手）は俺が守ります」と言う発言に「足引っ張んなよ」と厳しめの念を押した安仁屋にも「バテたらピッチャーいつでも代わります」と返した。地区大会決勝戦である「笹崎戦」でも安仁屋の単調な投球に「芸がないって辛いっすね、ど真ん中ばっか投げてたら打たれて当然でしょう」と悪態付きながらの激励を送り、若菜負傷後の捕手を川藤監督から言われた時も「俺は何処でも出来ますが」と言いつつ御子柴に視線を送り出場を促していた。本作と違い投手としての出番は一切なしである。
(12) 濱中 太陽（はまなか たいよう）
右投右打・167cm・52kg
遠投74m・50M走7.2秒
尊敬する人：つんく♂
学年は安仁屋らの一つ下（劇場版では二つ下）。ポジションは左翼手で、負傷者が出たときに途中出場する（練習試合ではスタメンで出ることもある）。しかし、練習を真面目にしていないので凡フライも捕れない。上坂曰く「努力という言葉が最も似合わない奴」。平塚の後輩で、中学時代に親父狩りをしようとしたが、間違えてヤクザを相手にしてしまい返り討ちに遭っていたところを平塚に助けられたことにより（実は濱中の勘違いだったのだが）、平塚の子分となり平塚を神のように崇めていた。中学時代は上坂とともに不良で、御子柴と桧山がニコガク野球部だと知らずに、ボールが当たったと因縁を付け、恐喝未遂したこともあったが、喧嘩は弱い。平塚の真相を知った後も平塚とニコガク野球部員たちを尊敬し、野球部に入部。
しかしやる気と行動が全く伴っておらず、口だけは達者で煙草は吸う、練習はしない、そのうえ軽率な言動でたびたびチームを窮地に追い込むなどといった問題を起こすため、毎度のごとく先輩や赤星から叱責されている他、エラーが多いせいか安仁屋にマンツーマンでシゴかれる。それでも少しずつ彼らの影響を受け、成長する一面もみられる。
劇場版では平塚の実態を知って不貞腐れ野球部入部を取り消そうとしていたが、川藤の言葉と、下手ながらも必死で練習に励む平塚の姿に心を動かされ、「先輩方のような本物のエースになる」という目標のもと正式に入部。それ以降は禁煙し、練習にも真剣に取り組むようになるなど、原作とは比較にならないほどに精神的に成長している。笹崎高校との決勝戦終盤では、奮闘する安仁屋たちを見て「ニコガクに入ってよかった」と涙を流していた。
八木 塔子（やぎ とうこ）
マネージャー。安仁屋とは幼馴染。当初はコーラス部に所属していた（本当は野球部に入部したかったが、安仁屋に「恥ずかしいから」と制止されていた）。野球部が活動を再開したのを機に、野球部に転部（マネージャーとして）した。容姿はかなりよく復帰以前にふざけて黒板消しを投げた若菜たちから謝罪されたこともあったり平塚に想いを寄せられてもいる。当初は安仁屋以外の野球部員は怖かったが、それに全力で挑む川藤に影響され変わっていくのを目の当たりにし、単に川藤を尊敬していただけなので平塚を殴ったのは、その過程で更生間近だった新庄の素性も知っており、平塚にはそれほど感情移入はない。野球を捨てて落魄れる前の安仁屋とは純粋な関係で安仁屋の自室で共に甲子園出場した1年時の対戦相手をTVで観戦していたが惨敗し安仁屋は絶望し塔子も野球と距離を置いていたが川藤から「無駄な努力はない」と言われ安仁屋を野球を引き戻す重要な人物である。
中学時代もマネージャーを務めていたため野球に詳しく、当初は野球音痴である川藤の突っ込み役だった。外野手用のグローブのまま投手を務める安仁屋のため、投手用グローブの購入費用を捻出しようと、本来は禁止されているアルバイトをするなど、安仁屋には幼馴染以上の思いを寄せている。
ドラマ版の実家は「居酒屋」で同じく「酒屋」が実家の安仁屋とはお得先の昵懇の幼馴染であり、安仁屋の店に買い出しに来ていた八木を安仁屋の親が「塔子を見習え」と安仁屋は叱責されているが当時は全く気にしてなかった。
劇場版の卒業日に12人しか居ない野球部の面々から背番号「13」のユニフォームの上着を贈られ安仁屋からマネージャーとして、これまで尽くしてくれた事を感謝され「ずっとレギュラーだと思っていたよ」とあくまで一緒に戦っていた仲間の一員と言う事を告げた。本人もお礼を述べ、ユニフォームを抱きしめて号泣した。
池辺（いけべ）
教頭で野球部の先輩であり、高校時代は甲子園に出場。二塁手として試合にも出場し、2安打を放つ。3年間無失策の名手でもある。教育熱心で、当初は問題を起こして辞職した川藤に対して少なからず偏見を持っていたため彼のことを快く思っていなかったが、川籐の本当の姿を見るにつれて考えを改め、次第に後援する立場になり良き理解者になった。野球部最初の練習試合後に野球部部長に就任、コーチを引受ける。川藤に感化され野球に疎かった部員のために池辺マニュアルを配布。川藤と共に野球部を立て直す。不正を嫌っており、野球部廃部を目論む村山のやり方に疑問を持っていたが、その後、かつて共に甲子園の土を踏んだ村山の真意を知ることとなる（後述）。試合中は解説役を務める。御子柴以外の部員からは「おっさん」と呼ばれているが、その指導力には部員たちも脱帽している。
ドラマ版では関川の走塁技術も指導により向上させている。

#### 元野球部
小林（こばやし）
川藤赴任以前の部員。乱闘事件の後、若菜らの暴行を受け、利き腕を壊してしまう。学校を退学し、暴行事件を起こした1年に復讐を企てていたところを偶然川藤に会い、川藤が野球部顧問に就任するきっかけを与える。退学後は社会人野球での復帰を目指している。
坪井 / 藪 / 中込 / 古溝（つぼい / やぶ / なかごみ / ふるみぞ）
物語開始当初の部員で比較的穏健派であったが、安仁屋たちに恨みを持つ生徒たちに闇討ちを受けたため退部する。その後、月1回のヌードデッサンを目当てに美術部に入部。ニコガク野球部の地区予選1回戦には授業をサボって応援に来た。
弓長（ゆみなが）
上記の穏健派を闇討ちにした上級生のリーダー格。彼らの仇を討ちに来た新庄に仲間もろとも倒される。
亀山 恵子（かめやま けいこ）
ソフトボール部のエース。東北出身。
田舎からの転校生ゆえ、自身の東北弁にコンプレックスを感じていた。しかし、川藤の説得により積極的に人と話せるようになった。ソフトボールの能力は高く、前の高校でもエースだったらしい。八木が休みだったので1日だけ代理マネージャーになる。
江本（えもと）
川藤赴任以前の部員。乱闘事件の後、退部し空手部に入部した。そのような経緯から安仁屋たちのことを恨んでおり、目黒川との試合後、浮かれている野球部員たちに対する腹いせに、ウィニングボールを盗み出してしまう。これまでのことを謝罪し、もう一度部に戻ってきて欲しいと頼み込んだ新庄にも怒りをぶつけたが、最後は新庄の気持ちを理解して彼らを許し、盗んだウィニングボールを返して絶対に辞めるなと号泣した。
上坂（かみさか）
「東京制覇」を夢見て、不良の巣窟と聞いていたので入部するも、真面目に野球をしている部員たちを見て逆上する。数人の新入部員とともに校内で乱闘騒ぎを起こすが、川藤との決闘に敗れた後で改心し、空手部に入部して「空手での東京制覇」を目指す決意をする。最終的には野球部の応援団長も兼ねるようになった。
的場（まとば）
上坂らとともに乱闘騒ぎを起こした。赤星に制服の裾を焦がされたこと、膝にボールを当てられたことに恨みを持ち、金属バットを手に赤星に復讐しようとするが、真弓の空手技に一発KOされ気絶する。これが改心のキッカケとなり、上坂によると、真弓を「人生を変える女に会った」と慕い、退部後ソフトボール部のマネージャーになった。
高波（たかなみ）
新庄の中学の後輩。ケンカで助けてくれた新庄を慕って入学。上坂や的場らとともに乱闘騒ぎを起こすが新庄に倒される。新庄同様右耳にピアスを付けている。仮入部するもすぐに退部。

#### その他
福原（ふくはら）
陸上部所属で弁護士を目指している。正義感が強く、校内で不良から因縁を付けられていた中谷を助けたり、自習のときに騒ぐ生徒を注意したりしていたが、その行いを煙たがられ、クラスメイトから嫌がらせをうけてしまう。担任の辻に助けを求めるも相手にされず、全てに失望して自暴自棄になり弁護士の夢もあきらめかける。しかし体を張った川藤の説得により、再び弁護士を目指し始めた。
中谷（なかたに）
不良にからまれていたところを福原に助けられた。彼の一言が間接的に福原を立ち直らせるきっかけとなった。
倫世（ともよ）
陸上部マネージャー。一時期、関川に惚れられていた。
藤川（ふじかわ）
陸上部の短距離エース。倫世の彼氏。野球部員ながら好タイムを記録する関川に対抗意識を燃やし、事あるごとに厭味を言う。
直美（なおみ）
第1話で安仁屋と部室のソファーで性行為をしていた。その後、弓長と組んで野球部を荒らしたが安仁屋に脅され懲りたようである。
石嶺・松永
ソフトボール部員。喫煙者で喫煙を野球部員に見せかけたため、真弓に殴られた。

#### 教員
掛布（かけふ）
世界史教師で川藤の先輩。
いつもポール・スミスのスーツに蝶ネクタイをしている。川藤に先輩風を吹かせ、彼の破天荒ぶりに振り回されることも多いが、いいコンビぶりを発揮している。藤田に想いを寄せているが、自身の狡猾で卑屈な性格ゆえにあまり相手にされておらず、寧ろ彼女は川籐に想いを寄せているために、川藤に嫉妬している。
物事を消極的にしか見られず、他の先生に媚びたり生徒には虚勢を張って接するため人望は薄い。藤田に想いを寄せられている川藤を妬んでセコい手を使って嫌がらせをしようとする（もっとも、川藤はそのことに全く気付いていない）など、かなり腹黒い面もあるが下記の通り根は善人で、ある時はそれを猛省して自らの頭を校舎の柱にぶつけ「俺は最低だ」と自己批判している。
しかし、大抵は思いとどまったり、実行したとしても激しい自己嫌悪に陥ることもあるほか生徒の立場に立って行動する川藤の人柄を認め、彼によって変わり始めていく野球部員を気遣うこともあるなど根は良い人物。
藤田（ふじた）
学園きっての美人教師で国語科担当。
野球部員たちの憧れの的であり、毎朝登校した際には、彼らに階段の下からスカートの中を覗かれている。川藤の人柄に惹かれ何かとモーションをかけているが川藤本人は朴念仁なため気づいてもらえないでいる。
性格はおっとりとしておりやや天然の気があるが、すべて計算ずくであるような描写もある。好みのタイプは努力をする誠実な人のようで、川藤に惹かれている反面、屁理屈ばかり言う掛布に対しては全く気にもしていない。
川藤にワープロの使い方を教えた。
ドラマでは養護教諭となっている。
真弓 りえ（まゆみ りえ）
神田川高校から転任してきた英語教師で藤村の姪。スタイルの良い美人で品行方正を常とする勝ち気な性格。空手は二段の腕前で、的場を一発で倒すほどの強さであるが、優しさも持つので、的場や湯舟に好意を持たれる。空手をやっている理由は精神鍛錬とヤンキーに対抗するため。ソフトボール部の顧問で、自身もOGである。川藤としては苦手な相手。川藤を追いかけて転任したとの噂もあるが、真偽は不明。
川藤とは口論ばかりだが気になっている様子であり、藤田のモーションにやきもきしたり、川藤がカップラーメンばかり食べていると知ってからは「しょうがないから」と弁当を作ってあげたりしている。
ドラマでは川藤より先に二子玉川学園に赴任しており、彼が辞職した理由も知っている。川藤と彼の指導を受けて変わっていく野球部員たちを温かく見守っていく。川藤と同じく空手有段者で部活の顧問も「空手部」である。
遠井（とおい）
学園では数少ない良識派の教師で川藤のよき理解者の一人。川藤に対して初めから対等に接していたほとんど唯一の教師であり、川藤の熱く高い教師としての志を初めのうちは単なる理想論と嘲笑うものが多かった中、その思いを汲み取り常に暖かく見守っている。川藤が過去に問題を起こしたことを知っても態度を変えることなく理解者であり続けた。
辻（つじ）
サッカー部顧問。職員室外でも平気で喫煙するヘビースモーカー。惰性で教職を務めており、野球部員をクズ呼ばわりするなど、川藤と野球部に対しては冷ややかな目を向けていた。担任のクラスやサッカー部顧問も惰性で務めていたため、担任のクラスの生徒である福原が相談に来ても冷たくあしらい、自らが顧問を務めるサッカー部に関してもほとんど関心を寄せていなかった。このため、卒業式の日にサッカー部員たちから暴行を受けるが、野球部に救われる。その他、川藤に「廊下での喫煙はマナー違反で、生徒に示しがつかない」と言われている。
それ以降は皮肉を言いながらも野球部や他の生徒たちを理解し見守るようになり、練習試合も見学する。頭も丸め、生徒の前でも完全に禁煙していた。同様に川藤のことも同じ教師として尊敬するようになり、島野が川藤を罵った時は「川藤や野球部員と触れ合って多少は変われた。それでも川藤は心底アンタを信じようとするだろうぜ」と心低から怒り殴ろうとした。
ドラマでは原作よりも野球部員を見下しておらず、川藤によって更生しつつある彼らを次第に認めるようになる。
島野（しまの）
初期の辻と共に川藤を嫌う教師の筆頭格であり、川藤が赴任した当時から嫌味な態度を取り見下していた。掛布と同じで物事をポジティブに捉えられない性格で、生徒の問題行為には目をつむるか警察任せにしようとするなど、他力本願な面もある。目黒川との二度目の試合前にも川藤と野球部を罵っており、辻とは対照的に結局最後まで川藤のことを快く思っていなかった。
ドラマでは陸上部の顧問として登場。原作における辻の役割を担っている。映画ではサッカー部員だった卒業生からお札参りを受け、野球部に救出されている。
古沢（ふるさわ）
陸上部顧問。冬の間だけ陸上部に参加していた関川に「本格的にトレーニングすればオリンピックも夢ではない」と誘いかけた。赤星・濱中の担任。ドラマ版ならびに劇場版では未登場。
村山 義男（むらやま よしお）
校長。問題だらけの野球部員たちを退学に追い込むことを画策し、川藤を迎え入れる。実は野球部の元キャプテンで、エースとして池辺らと共に甲子園に出場した部員の一人。かつての野球部の栄光の記憶を知る人間として、野球部そのものを自ら葬り去ろうとしていた。川藤と部員たちの直向きな姿勢に考えを改めるが、同時に問題を起こした川藤を庇って退任した。
余談だがソフトボール部に大敗したことと彼の退任がきっかけで、野球部員全員が喧嘩と喫煙を止めている。
藤村 忠志（ふじむら ただし）
村山の後任として神田川高校から赴任。真弓の伯父。堅物だが駄洒落を飛ばすのが好きで、しばしば周囲を凍りつかせる。川藤が問題を起こすたびに持病の胃痛に悩まされるが、そんな彼もやがて川藤の魅力に気づくことになる。最終話では、野球部のユニフォームを着用して応援している。川藤からは「教頭」と呼ばれている。

### 用賀第一高校
新生ニコガク野球部の最初の対戦相手。推薦入学で獲得した部員を多く抱える強豪校。スポーツショップに行っていた桧山らと偶然出くわし、因縁をつけられる。特に若菜のことを恐れている。ニコガクとの練習試合には全員1年生部員で臨み、勝利。しかし地区予選で再戦した時には、成長したニコガクナインに完敗した。
国松（くにまつ）
副顧問。水原の替わりにニコガクとの練習試合では指揮をとった。関西弁が特徴で、自軍のミスには容赦なく罵詈雑言を浴びせる、横暴で器の小さい男。試合中に負傷した角を交代させなかった上に罵倒、さらにはニコガク野球部をも嘲笑したために川藤に殴られてしまう。その態度に不快感を覚えた審判にも、「選手の健康管理をおろそかにしているあなたがスポーツマンシップを語れますか？」と問われ、挙句の果てには殴られたことを無かったことにされた。試合後、大した怪我でもないのに首にコルセットを巻き、鞭打ちになったと騒ぎ立て、ニコガクに乗り込むなど、かなり陰険で執念深い。次の年の地区予選で復讐をしようとするも、成長したニコガクの前に6回コールド負けをし、その目論みはあっけなく打ち砕かれた。川藤を「ヤクザ監督」と言い始めた張本人。その他、自校が取材に訪れたことを自慢げにビデオレターをニコガクに送りつけるが、テレビ放映されたのは校舎建替記念で開催されてみんなで食べた流しそうめんだった。
ドラマ版では笹崎高校が未登場で川藤の謹慎展開が変わったため、ニコガク戦で敗戦後逆恨みから、マスコミに生徒への暴行と自身への暴行を漏らしたことになっており、原作よりも執念深さが増している。
水原（みずはら）
監督。国松ほどではないが、当初はニコガク野球部に対しては偏見を抱いていた。村山が川藤に無断で練習試合を辞退したために、試合当日に別の試合を組んでしまう。そのため、1年生部員と国松をニコガクに派遣した。次の年、地区予選第一回戦でニコガクと対戦することになり、国松からニコガクのことを聞いて簡単に勝てると侮っていたが、実際にニコガクの強さを目の当たりにして国松につっかかるなどひどく狼狽した。
試合終了後はニコガクナインの実力と自分たちの敗北を認め、激励した。
鹿取（かとり）
御子柴の中学時代の下級生で元野球部員仲間。球拾い大臣と呼ばれていた御子柴を小馬鹿にしていた。ニコガクとの練習試合ではセカンドを守るが活躍の場面はない。試合終了後、御子柴を馬鹿にした発言を詫び、安仁屋たちと地区予選で対戦することを約束する。地区予選では強くなったニコガクに驚愕していた。
角（すみ）
ニコガクとの練習試合では先発投手を務める。スライダーが持ち味。試合中のアクシデントで負傷してしまう。国松の顔色ばかり伺っていたが、敵をも思いやる川藤の心に打たれ、自ら交代を申し出る。次の年の地区予選第一戦目で対戦することとなったが、強くなったニコガクの面々に驚愕していた。
木田（きだ）
負傷した角の代わりにマウンドに立った投手。

### 目黒川高校
ニコガクから近い場所にある私立高校。野球の名門で、グラウンドには甲子園と同じ土を使用している。江夏や河埜を始め中学時代から主砲級の打撃を誇る選手やエース級など名の通った優秀な選手が揃っているが、自己中心的な上に野球を舐めている者ばかりなので仲間割れも多い。その有り様は以前のニコガク野球部そのものであり、再始動した彼らから「過去の自分たちと決別するために勝たなければならない相手」と認識されていた。
しかし、ニコガクとの練習試合で態度の悪さを川藤に叱咤され、さらに逆転負けを喫したことでチームプレイの大切さを思い出し、地区予選で再びニコガクの前に立ちはだかる。
劇場版では夏の地区予選準々決勝（ニコガク部員が読んでいる新聞に、笹崎4強と記されている）で笹崎と対戦するも、エース川上に4安打完封され敗れたことが示唆されている。OBもガラが悪い。
沢村（さわむら）
監督。キャリア40年以上あり、問題校を渡り歩いては更生させ、例外なく強豪校にしており「名将」と呼ばれ、池辺ですら恐れ入る人物である。柔和な笑顔と「ほほ」の笑い声が特徴。
(1)江夏 卓（えなつ すぐる）
右投右打
投手。リーダー的存在で、以前はニコガク野球部に所属しており、ニコガク野球部凋落のきっかけとなった事件を引き起こした張本人。野球センスは抜群で、ニコガク時代は1年春からベンチ入りし、目黒川では2年生でエースとなり、クリーンナップを打ったこともある。
負けず嫌いだが態度が悪く自己中心的な性格で、自分より下手な人間が野球をするのを嫌っていた。球速が速く重い球を投げる反面喫煙がたたり、スタミナがあまりない。
しかしニコガクとの練習試合に敗北して己の至らなさと驕りを思い知ってからは、初心に戻って野球に励み、心身ともに成長した。
再戦では変則的なオーダーで臨むニコガクに「ふざけたオーダー組みやがって」と言っていたが初球で新庄にホームラン打たれ、最終的に御子柴に満塁ホームランを打たれ逆転負けを喫する。
(2)河埜（こうの）
右投左打
捕手。岡田とは同じ広岡北中の同級生。
中学時代から不良ではあったが、野球でも活躍していたため、素行の悪さは大目に見られていた。その実力は、笹崎の別所と並ぶ二大スラッガーと称されるほどであり、巨体ながら動きは極めて俊敏、さらに強肩の持ち主で、同じキャッチャーである若菜もドラフトで指名したいと言わせるほど。
野球に対しては一貫して真摯な姿勢を取っており、最初の対ニコガク戦においても、初めから真剣に試合に取り組んでいたのは江夏と彼のみだった。その冷静かつ寡黙な態度で、しばしばチーム内トラブルの諫め役となっており、沢村を「ジジイ」呼ばわりする江夏をたしなめたり、川藤に態度の悪さを怒鳴られて不貞腐れていたチームメイトたちを鼓舞するなど、精神面でも目黒川ナインになくてはならない存在である。ニコガクの選手の中でも、特に新庄に一目置いている。
赤星を「いい投手だけどまだまだ甘い」と指摘している。
(4)柴田（しばた）
右投左打
二塁手。1番打者を務める。守備に優れており、打者の打球のクセを把握し、あらかじめ打球が来そうな位置に構えることによりヒット性の当たりもアウトにする。2年時においてもレギュラーとして残っている。ニコガクとの練習試合以降は野球に対する自らの考え方を見直すことになる。本人曰く、髪型が自慢である。
(8)淡口（あわぐち）
右投右打
中堅手。中学のときは打率7割を超える。狙い打ちの天才と言われるほどミートが上手い。2年時においてもレギュラーとして残っている。ニコガクとの練習試合以降は野球に対する自らの考え方を見直すことになる。青田三中出身。
中畑（なかはた）
右投右打
ニコガクとの練習試合では三塁手。南村中出身で中学時代はどんな速球も力まかせに引っぱる天才プルヒッターと呼ばれていた。練習試合中、安仁屋のカーブのクセを見抜いた。アフロヘアーが特徴。ニコガクとの練習試合以降は野球に対する自らの考え方を見直すことになる。
岡崎（おかざき）
右投右打
ニコガクとの練習試合では一塁手。タラコ唇が特徴。ニコガクとの練習試合以降は野球に対する自らの考え方を見直すことになる。
松本（まつもと）
右投右打
ニコガクとの練習試合では遊撃手。添島中出身。ニコガクとの練習試合以降は自らの考え方を見直すことになる。
庄司（しょうじ）
右投左打
ニコガクとの練習試合では左翼手。広岡中出身。ニコガクとの練習試合以降は野球に対する自らの考え方を見直すことになる。
山倉（やまくら）
右投右打
ニコガクとの練習試合では右翼手。別所中出身。ニコガクとの練習試合以降は野球に対する自らの考え方を見直すことになる。

### 笹崎高校
江戸川区にある。70年代には春・夏4期連続で甲子園出場を果たすなど、王者笹崎と呼ばれた野球の強豪校。その後、常に一回戦負けという暗黒の時代を経験し、凋落の代名詞となっていた。劇中、川上が春の甲子園でノーヒットノーランを達成し優勝。2年次はニコガクに敗退、3年次も決勝でニコガクに敗れ甲子園出場出来なかった。劇場版では、夏の地区予選決勝で二子玉川と対戦した。
千葉（ちば）
監督。かつては選手としても甲子園に出場しており、夏の甲子園では準決勝でノーヒットノーランを達成したほか、頭にボールがぶつかって怪我したが、それでも出場し続けた。その際、監督から「小笠原だけは敬遠しろ」という指示も無視した。監督になってからは厳しい管理野球を徹底し、凋落していた母校を復活させた。
現役時の自らの経験から、私情を試合に持ち込むことを絶対に許さず、勝利至上主義の非情な采配を振る。川上に目をかけており、天狗になっていた彼にチームプレイの大切さを教えるためだけにその大会で引退する3年生の承諾も得ないで、メッタ打ちにされた川上を続投させ、1度の甲子園出場の機会を丸々犠牲にした。しかし、その心の奥には熱い情熱を秘めており、川藤の説得で勝利のみに固執する考えを改める。
1・川上 貞治（かわかみ さだはる）
左投左打・180cm・74kg
投手。大きな耳が特徴。中学校時代に安仁屋の松阪中学を相手にノーヒットノーランを達成した。また安仁屋を三打席連続三振に抑えたが、川上自身は覚えていない。
高校入学時はビッグマウスで、初期の安仁屋や江夏と同様に、実力はあるがフォローやベースカバーもしないなど協調性に欠ける自己中心的な性格だった。しかし一年の夏、甲子園に先発で登板した際、1回表で12失点を奪われる屈辱を味わい、自分の未熟さを痛感する。以後はチームの一員としての自覚を持ち、周りと協調するようになるなど心身ともに成長し、地区予選でニコガクナインの大きな壁となって立ちはだかる。
最速150km/hの速球と鋭く落ちるフォークが武器。関川は「消える魔球」「今までの奴らとはレベルが違う」と評している。その他にもスライダーを投げる。また野手としても優秀。
先輩に軽口を叩くこともあるが、前述の経験を経て馬鹿にする態度を改め、村田のような障がい者には優しくする一面がある。
基本的に敬遠はしないが、監督命令で完全に打たれている安仁屋を1度だけ敬遠している。但し、これには観客から「安仁屋は別所を敬遠してなで勝負したぞ」とブーイングが飛んだが、吉田は「妥当」と判断している。
ドラマ版では存在が語られるのみで、劇場版より登場。
2・青田（あおた）
右投左打
捕手。
川上のフォークボールを捕球する時はショートバウンドなどを防ぐため、無意識に少し前に出て構えてしまうクセがある。関川の俊足を「ウエストしていたらホームインされてしまう」と警戒している。
3・須田（すだ）
右投左打
一塁手。別所がいなければ4番が打てるほどの打者。太めの体格をしている。
5・別所 真澄（べっしょ ますみ）
右投右打
4番打者で、ポジションは三塁手。
高校通算70本塁打の強打者で、千葉からの信頼も厚い。河野と並ぶ二大スラッガーと言われている。豪放磊落な性格でチームのムードメーカーであり、後輩への思いやりも持ち合わせている。やや天然ボケ気味で、守備中に考え事をしてミスをすることもあった。
関東大会には食あたりで出場できなかったようである。
川上ばかりモテて自分に声援がないのを悔やんでいる他、性欲が強く、女性をヒイヒイ言わせたいらしい描写がある。
16・森（もり）
右打
最終兵器と言われる代打の切り札。守備が致命的に下手なので代打専門の起用だが、バッティングは超一流。
打撃に関する様々な逸話を持ち『打撃の総合商社』と呼ばれる。通算打率.813という数字を残し、1回の打席でファウル35本を打つなど、空振りの記録は過去2回だけだが、安仁屋のMAX150km/hのストレートの前に3度目の空振り三振をくらう。
村田（むらた）
マネージャー。川上とは中学時代からの友人。生まれつき足に障害を持つため野球は出来ないが、スコアラーとしてベンチ入りする。
中学時代、周りから馬鹿にされていた中で唯一親切に接してくれたのは川上だけであり、落ち込む彼を励ますこともある。
長嶋（ながしま）
OB。川上1年時のキャプテン。冷静で落ち着いた性格の持ち主。斉藤、槙原と共に応援に駆けつける。
斉藤（さいとう）
OB。川上入部前までエースナンバーだったが、川上に出場機会とエースの座を奪われた上、その川上が甲子園で12点取られるまで投げさせてもらえず、チームは敗退。既に翌年を見据えていた千葉の方針の犠牲にされる。卒業後は寿司屋になる。非常に熱血漢。
槙原（まきはら）
OB。川上1年時の正捕手。

### その他の登場人物
張本（はりもと）
神田川高校の生徒。
スパナを常時携帯する不良で、カッとなると暴力に走る癖がある。あまりの素行の悪さに教師たちからも退学も止むなしとさじを投げられたが、川藤だけは最後まで見捨てることなく指導を続けていた。やがて自らの行動で川藤が神田川を辞職するきっかけを作り、自身も重傷を負ってしまう。
しかし、事件の責任を全て背負い、自分の退学取り消しと引き換えに辞職した川藤の姿を見て改心し、教師になる夢を持って復学した。以上のような経緯から自身を見つめ直すきっかけを与えた川藤を尊敬するようになり、彼を馬鹿にした安仁屋と喧嘩になったこともある。
ドラマ版では事件後、家庭の事情で働きながら定時制の高校に編入している。
末次（すえつぐ）
神田川高校の生徒。張本の友人で安仁屋とは中学時代の同級生。張本と同じくはじめは川藤を見下していたが退職後は彼を尊敬している。
吉田 実（よしだ みのる）
モーニングスポーツ新聞社の編集委員。ビギナーズラックで万馬券を当てて以来競馬にはまり、試合中にも競馬のレースをラジオで聞いている。元々は敏腕記者であり、物事を見る目はあり、きちんとした取材も行なっている。川藤の「男のロマンに年齢やキャリアは関係ない」という言葉に共感し意気投合する。以後ニコガクに対して関心を持ち、川藤を飲みに誘う。眉毛が太い。
沖原カツノリ（おきはら かつのり）
モーニングスポーツ新聞社の記者。記者としてやや未熟な面もあるが、ニコガク野球部のファンでもある。
理事長
名前は不明。曲がったことが嫌いな性格をしている。
小山（こやま）
スポーツドクター。選手の健康を第一に考えるため、痛み止めの注射を打ってのプレーはさせないことを信条としている。

## その他
作者が体調を崩したこともあり、駆け込みで終わらせたというのが実情である。そのため、消化されなかった伏線もいくつかある。
舞台となっている「二子玉川学園高校」のモデルは、東京都立玉川高等学校と東京都立神代高等学校と栗東市立栗東中学校。栗東中学は森田本人の母校でもあり、川藤の熱血教師としてのモデルの恩師に教えてもらっていた高校でもある。本作品には川上の出身中学校として、また、ニコガクとの練習試合で「栗東高校」として学校名が登場している。
登場する高校生の髪型や制服の着こなしなどは当時発行されていた高校生向け雑誌『東京ストリートニュース』に登場していた現役高校生モデルたちを手本に描かれている。また、弓削智久の実際の部屋が雑誌に紹介された際に、それを見た森田が安仁屋の部屋としてそっくりそのまま描き漫画に掲載した。雑誌の企画で弓削本人が真相を確認しに行ったところ、森田自身も弓削の部屋を描いたことを認めた。これがきっかけで弓削は第5巻で安仁屋の中学時代の友人「ユゲっち」として漫画に登場している。弓削のほかにも「オガ」と「サトぴょん」という人物が登場するが、こちらは妻夫木聡のことではなく、実在する他の高校生モデルである。
ニコガク部員たちが時折「パキ野郎」、「パキパキ」などという言葉を使っているが、部内のみのスラングのようなもので、ヤンキー用語や方言などではない。意味としては、「馬鹿」や「弱い」などの代わりに使われる。「パキってんじゃねーよ」というように「弱気」という意味でも使われている。また「パキパキ」という言葉も、もともとは『東京ストリートニュース』内で当時の高校生モデルたちが雑誌の中で使っていた言葉である。
舞台は高校野球であるが、所々に作者がプロ野球に影響されたと思われる場面がある。
- 必ず監督が選手交代を球審に告げる。
- 甲子園で選手がグラウンド上に唾を吐くが審判は注意しない。
- 選手のその試合における初打席や、選手交代の際にも背番号が場内アナウンスにより告知される（実際の高校野球東京都大会では背番号告知が行なわれている）。
- 降板した投手がすぐにベンチ裏に行く。
- 捕手が、ホームベースの全てを隠すようにブロックをする。
- 球審のストライク判定時のアクション。

この作品の大ファンであるプロ野球選手も多く、三浦大輔や稲葉篤紀などが公言している。
芸能人でも佐藤隆太が作品の大ファンであり、原作者の森田に『「人生の師」とする川藤幸一役をやれるくらいに役者として成熟するまで、ドラマ化は待って欲しい』と手紙で直訴し、森田も数々のドラマ化オファーを断ってきたと後に語った 。2008年のテレビドラマ化で佐藤が川藤役に起用された時は「いつか役者になり、この作品をドラマ化するのが夢だった。今回の話を聞いたときは涙があふれた」・「川藤をやれるなら、そこで役者を引退してもいい」と述べた。なお、佐藤は森田同様阪神ファンである。
テレビドラマ化にあわせ、2008年4月22日には週刊ヤングジャンプ増刊『漫革ルーキーズ』が発売、巻頭に連載第1話が再録された。また映画化にあわせ、2009年5月28日発売の『週刊ヤングジャンプ』（2009年26号）には完全新作となる特別読切作品が掲載された。タイトルは『ROOKIES 夢のつづき』とされ表紙・巻頭カラーを含む46ページ。甲子園第一回戦へと進んだ本編最終話の続きから、その後のニコガク部員たちの活躍が描かれている。
第104回全国高等学校野球選手権大会で下関国際高校が準優勝した時に、過去野球部が荒れていたことからネット上などで「リアルルーキーズ」と称された。

## 書誌情報

### 単行本
- 森田まさのり 『ROOKIES』 集英社〈ジャンプ・コミックス〉、全24巻
  1. 「Welcome to the paradise」1998年6月発行、ISBN 4-08-872570-0
  2. 「楽園が消えた日」1998年9月発行、ISBN 4-08-872605-7
  3. 「We are starting something slowly」1998年11月発行、ISBN 4-08-872629-4
  4. 「土砂降りのラプソディー」1999年1月発行、ISBN 4-08-872655-3
  5. 「9-nine-」1999年4月発行、ISBN 4-08-872697-9
  6. 「One for all」1999年7月発行、ISBN 4-08-872736-3
  7. 「二子玉川学園 熱狂!!」1999年10月発行、ISBN 4-08-872774-6
  8. 「明鏡止水」2000年1月発行、ISBN 4-08-872812-2
  9. 「夢のパワー」2000年3月発行、ISBN 4-08-872839-4
  10. 「血のプレイボール」2000年5月発行、ISBN 4-08-872865-3
  11. 「男の美学」2000年8月発行、ISBN 4-08-872893-9
  12. 「船頭多くして 船山へのぼる」2000年11月発行、ISBN 4-08-873036-4
  13. 「人事を尽くして天命を待つ」2001年1月発行、ISBN 4-08-873062-3
  14. 「スタートライン」2001年4月発行、ISBN 4-08-873102-6
  15. 「麻につるる蓬」2001年6月発行、ISBN 4-08-873124-7
  16. 「幻の伏魔殿」2001年9月発行、ISBN 4-08-873159-X
  17. 「ニコガクデビュー」2001年11月発行、ISBN 4-08-873184-0
  18. 「ニコガクスタイル」2002年3月発行、ISBN 4-08-873229-4
  19. 「Fool to cry」2002年5月発行、ISBN 4-08-873263-4
  20. 「勝利至上主義」2002年8月発行、ISBN 4-08-873301-0
  21. 「普通の川藤」2002年11月発行、ISBN 4-08-873342-8
  22. 「ギリギリの馬」2003年3月発行、ISBN 4-08-873391-6
  23. 「今を生きる！」2003年6月発行、ISBN 4-08-873433-5
  24. 「草茂みベースボールの道白し」2003年11月発行、ISBN 4-08-873503-X

### 文庫版
- 森田まさのり 『ROOKIES』 集英社〈集英社文庫〉、全14巻
  1. 2007年9月14日発売[7]、ISBN 978-4-08-618662-9
  2. 2007年9月14日発売[8]、ISBN 978-4-08-618663-6
  3. 2007年10月18日発売[9]、ISBN 978-4-08-618664-3
  4. 2007年10月18日発売[10]、ISBN 978-4-08-618665-0
  5. 2007年11月16日発売[11]、ISBN 978-4-08-618666-7
  6. 2007年11月16日発売[12]、ISBN 978-4-08-618667-4
  7. 2007年12月13日発売[13]、ISBN 978-4-08-618668-1
  8. 2007年12月13日発売[14]、ISBN 978-4-08-618669-8
  9. 2008年1月18日発売[15]、ISBN 978-4-08-618670-4
  10. 2008年1月18日発売[16]、ISBN 978-4-08-618671-1
  11. 2008年2月15日発売[17]、ISBN 978-4-08-618672-8
  12. 2008年2月15日発売[18]、ISBN 978-4-08-618673-5
  13. 2008年3月18日発売[19]、ISBN 978-4-08-618674-2
  14. 2008年3月18日発売[20]、ISBN 978-4-08-618675-9

## テレビドラマ
TBS系列で2008年4月19日から7月26日まで毎週土曜日19:56 - 20:54（JST）に放送された日本のテレビドラマ。主演は連続ドラマ初主演の佐藤隆太。
ハイビジョン制作でステレオ放送。
同局における土曜20時台の連続ドラマは、1969年7月から9月に放送された『結婚戦争ここ一番!』以来38年6ヶ月ぶりとなる。またそれ以前は長期に渡りバラエティ枠であったため、本作品が『TBS土曜8時枠の連続ドラマ（通称「土8<どはち>」）第1弾』と位置づけられている。
初回および最終回は19:00 - 20:54の2時間スペシャルとして放送されたほか、同年10月4日には18:30 - 20:54の2時間半のスペシャル版が放送された。
また、2009年になり、地上波放送局KIKU-TVを通じアメリカ・ハワイ州で（英語字幕付）、さらにその後、NHK国際放送テレビジャパンを通じアメリカ・カナダ・プエルトリコ（日本語のみ）で放送された。

### キャスト
キャストはゲスト出演者も含め、クローズZEROの出演者が非常に多い（高岡蒼甫、桐谷健太、やべきょうすけ、鈴之助、伊﨑央登、遠藤要、上地雄輔、高橋努、小柳友、深水元基 、 阿部亮平）。
川藤 幸一 - 佐藤隆太
安仁屋 恵壹 - 市原隼人
御子柴 徹 - 小出恵介
新庄 慶 - 城田優
関川 秀太 - 中尾明慶
若菜 智哉 - 高岡蒼甫
平塚 平 - 桐谷健太
岡田 優也 - 佐藤健
湯舟 哲郎 - 五十嵐隼士
桧山 清起 - 川村陽介
今岡 忍 - 尾上寛之
八木 塔子 - 村川絵梨
藤田 カオル - 能世あんな
島野 右京 - 平山広行
原作同様野球部員をはじめとする学校の不良たちや川藤を見下している。しかし、終盤は他の教師と一緒に野球部の試合の応援に行くなど、野球部を認めているシーンがあった。また劇場版では卒業式に弓長を含める不良グループからリンチされていたが、野球部に救われている。
辻 豊 - やべきょうすけ
原作同様サッカー部の顧問。野球部のことをよく思っていないが、原作とは違い見下してはいない（ほとんどの原作での彼の役割は島野が務めている）。
遠井 周三 - 森山米次
鳥谷 - 升田尚宏
亀山 明日香 - 高山都
星野 あきら - 石橋杏奈
猪俣 雪乃 - 高梨臨
松永 彩子 - 星井七瀬
石嶺 美穂 - 松田まどか
小林 - 郭智博
国枝 - 鈴之助
安仁屋たちの一学年上の元野球部員。原作の江本と同じ役割の人物。江本の役割をする以前にも登場しており、初期では若菜たちに喧嘩を売っては平塚のラリアットで倒されたり、バッティングセンターで安仁屋に磔にされてホームランのターゲットにされるなど散々な扱いを受けており、第3話では弓長が行った坪井たちのリンチや野球部襲撃の犯人と疑われた。目黒川との練習試合後にそれまでの無礼を謝罪に来た部員全員に暴力を振るうなど怒りをぶつけたが、反撃することなく謝罪に徹する彼らの本気を認め、甲子園出場を託した。
直美 - 木口亜矢
弓長の仲間。弓長たちが倒された後の描写はないためどうなったかは不明。
弓長 - 伊﨑央登
上坂 英心 - 遠藤要
野球部を潰して喧嘩で東京制覇を目指す不良グループのリーダー。原作同様乱闘事件を起こすが、川藤に空手で敗れた後、説得されて改心した。後に東出の襲撃から川藤を救った。自身が束ねる不良グループを解散したわけではないようだが、喧嘩ではなく空手で一番を取ることを目指すようになった。
高波 - 北条隆博
上坂の友人。新庄の中学時代の後輩で上坂とともに野球部を襲撃するが、新庄に倒された後「夢に向かって努力するのも悪くない」と説得されて改心した。以降は上坂らと共に野球部を応援する。
梶本 - 裵ジョンミョン
上坂の友人。若菜と桧山に倒された後、改心した。
上坂の舎弟（銀髪の男） - 伊藤友樹
上坂の友人。安仁屋と関川に倒された後に改心する。上述の2人のように名前設定はないが事件後、上坂と高波と梶本と4人で野球部の応援をしたりと、共に行動しており、立場は高波と梶本と同じの模様。
坪井 大胡 - 松本寛也
暴力事件前の元野球部。第1話で観客席でスピーカーで応援していた（直接の描写はない）。原作とは違い茶髪のロン毛である。正式な出演は弓永たちにリンチされた時、トイレで若菜たちにリンチされた事情を聞かれるところの2場面で、古溝、藪、中込と共に登場人物の中で最も悲惨な扱いの人物である。
古溝 克也 - 小林伊織
坪井の仲間。原作では優男のような容姿だったがドラマ版では不良風となっている。ドラマ版では彼も坪井たちと共にリンチされている。
藪、中込
坪井と古溝の仲間の2人。彼等には台詞はない。
掛布 光秀 - 天野ひろゆき
池辺 駿作 - 浅野和之
真弓 りえ - 吹石一恵
村山 義男 - 伊武雅刀
校長。原作とは違い安仁屋に脅されていない。また、強いものに腰が抜ける性格でもなくなっている。
藤村 輝弘 - 大杉漣

#### 目黒川高校
江夏 卓 - 上地雄輔
河埜 拓哉 - 阿部亮平
柴田 公治 - 田島亮（現・田島優成）
淡口 英智 - 林剛史
中畑 剛祐 - 浅利英和
岡崎 一樹 - 小幡誠
松本 敦志 - 大杉篤史
山倉 良介 - 山田賢明
庄司 佳範 - 川島大
緒方 - 大和屋ソセキ
沢村 - 織本順吉

#### 用賀第一高校
国松 - 田口浩正
水原 - 山本龍二
鹿取 - 浅利陽介
角 - 杉浦大介
宮本 - 五十嵐大輔

#### その他の登場人物（ドラマ）
黒江 - 山根和馬
東出 - 高橋努
目黒川高校卒業生で構成された不良集団のリーダー。野球部に因縁をつけ、そのことで怒った女子に顔を侮辱されたことに逆上してニコガク野球部を襲撃する。強面だということにコンプレックスを持っていると思われる。目黒川との試合の日川藤まで襲ったが、助っ人に来た上坂により下述の2人と共に倒された。
嶋 - 深水元基
東出の仲間。
前田 - 小柳友
東出の仲間。
沖原 カツノリ - 鳥羽潤
安仁屋の父 - 川藤幸三
山井 秀光 - 半海一晃
小山 - 平泉成
安仁屋の主治医。

#### 特別出演
吉田 実 - 渡部篤郎
モーニングスポーツ記者。
落合 弘文 - 古谷一行
東京都高校野球連盟理事長。

#### 友情出演
張本 琢己 - 森山未來
御子柴 響子 - 綾瀬はるか

#### エキストラ
肉屋の店主 - 大竹一樹
通行人 - 浜田雅功、ウド鈴木
柔道部員 - 三村マサカズ、大竹一樹、浜田雅功、ウド鈴木（いずれも1話）
「リンカーン」の企画で登場した。
観客 - 360°モンキーズ（最終話）

### スタッフ
- 企画 - 石丸彰彦
- 脚本 - いずみ吉紘
- プロデューサー - 津留正明
- 音楽 - 羽毛田丈史、髙見優
- 音楽プロデュース - 志田博英
- 主題歌 - GReeeeN「キセキ」（NAYUTAWAVE RECORDS）
- 制作 - TBSテレビ[注 29]
- 製作著作 - TBS[注 24]

### 放送日程

#### 連続ドラマ
| 各話                                                        | 放送日  | サブタイトル | 演出       | 視聴率 |
| ----------------------------------------------------------- | ------- | --- | ---------- | ------ |
| 第1話                                                       | 4月19日 | 総売上げ1200万部!! 伝説の名作ドラマ化!! 新人教師と不良たちの熱き闘いが今始まる                                                            | 平川雄一朗 | 12.2%  |
| 第2話                                                       | 4月26日 | 夢を、どこまでも信じる | 武藤淳     | 14.8%  |
| 第3話                                                       | 5月3日  | 守り抜きたいもの | 平川雄一朗 | 15.4%  |
| 第4話                                                       | 5月10日 | どん底からの出発 | 山本剛義   | 13.1%  |
| 第5話                                                       | 5月17日 | 負けたら解散…その時、最後の男! | 平川雄一朗 | 16.4%  |
| 第6話                                                       | 6月7日  | 今夜第2章スタート 奇跡の初勝利なるか!? そして涙の別離が…                                                                                  | 武藤淳     | 15.4%  |
| 第7話                                                       | 6月14日 | 許されざる敗北 | 中前勇児   | 14.2%  |
| 第8話                                                       | 6月28日 | はるかなる夢…明日への勝利 | 平川雄一朗 | 14.7%  |
| 第9話                                                       | 7月5日  | 汚された誇り | 平川雄一朗 | 14.6%  |
| 第10話                                                      | 7月19日 | 最終章前編〜最期の夏…そして | 山本剛義   | 12.5%  |
| 最終話                                                      | 7月26日 | 最終章終幕〜さらば愛しの恩師… | 平川雄一朗 | 19.5%  |
| SP                                                          | 10月4日 | あの男たちが帰って来た! いざ最後の夏へ! そして、今明かされる野球部最後の夜の真実 まだ夢は終わらない〜遙なる甲子園への道〜甦る感動の名場面 | 武藤淳     | 10.0%  |
| 平均視聴率 14.96%（視聴率は関東地区・ビデオリサーチ社調べ） |         | |            |        |

- 5月24日と31日は、「北京オリンピックバレーボール世界最終予選」のため放送休止。
- 6月21日と7月12日は、「女子バレーボールワールドグランプリ2008」のため放送休止。

### BD/DVD
発売元：TBS / 販売元：TCエンタテインメント
- Blu-ray Disc
  - ROOKIES　Blu-ray BOX （2009年12月4日） TCBD-0003
- DVD
  - ROOKIES 表BOX （2008年7月18日） TCED-0324
  - ROOKIES 裏BOX（ 2008年10月8日） TCED-0325
  - ドキュメント of ROOKIES〜11人が戦った141日間のキセキ〜 完全版 （2008年10月29日） TCED-0379

### 補足（ドラマ）
- 劇中で生徒が喫煙する場面が放映され、番組最後のクレジット表記の後、ストーリーの内容に合わせる形で視聴者への注意喚起を訴えるのテロップが表示された。この手法はタンブリング、ヤンキー君とメガネちゃん、仰げば尊し、ろくでなしBLUESで用いられている。生徒の喫煙が多いAKIRA版GTOではAKIRAが非喫煙者ということもあり、鬼塚や生徒の喫煙をカットしている。
- 近年の連続ドラマは、通常1クール（3か月）程度が相場とされているが、企画の石丸彰彦は「（単行本全24巻分の原作を）最後まで描き切る」と発言。最終的には全11話となったが、当初は放送回数未定とし延長もあり得るとしていた[6]。
- 生徒の憧れである売店販売係のマドンナ役をアイドル15人から、対戦校のマネジャー役を一般公募者から、それぞれオーディションで選出した。最終選考はYahoo! JAPANとの提携によるインターネット投票により決定。その結果、マドンナ役は高山都が、マネジャー役は井上文香が出演権を獲得した。
- 主題歌はGReeeeNの「キセキ」だが、第1話のCMを最初に流していた時は「愛唄」をBGMにしていた。
- ロケは本庄市などで行われたが、近隣の学生複数名が登校日である平日のロケに、学校を欠席してエキストラに参加したため問題となった。映画版ロケでも同様の問題が発生した[23]。
- 関連商品の数はTBS制作のテレビドラマでは最多を誇る。以前はTBSの番組全体でも1位であったが、こちらは2009年6月にアニメ「けいおん!」に抜かれている。
- TBS系列での土曜夜のドラマは2時間枠の『ドラマチック22』以来17年ぶりである（1時間枠では『Gメン'75』、『スクール☆ウォーズ』などを放送していた21時枠のほか、『必殺仕掛人』（1972年）などを放送していた22時枠以来）。
- 2021年8月に行われ、300人が投票に参加した「胸が熱くなるドラマランキング」では、『101回目のプロポーズ』や『ノーサイド・ゲーム』らを凌ぎ3位を獲得した[24]。

### 受賞
- 2008年
  - 第58回ザテレビジョンドラマアカデミー賞[25][26]
    - 最優秀作品賞
    - 主演男優賞（佐藤隆太）
    - 助演男優賞（市原隼人）
    - ドラマソング賞（GReeeeN「キセキ」）
    - ザテレビジョン特別賞（『ROOKIES』ニコガクナイン）
- 2009年 
  - 東京ドラマアウォード2009 [27]
    - 優秀作品賞

| TBS 土曜8時枠の連続ドラマ                                                                                           | TBS 土曜8時枠の連続ドラマ                                  | TBS 土曜8時枠の連続ドラマ       |
| 前番組 | 番組名                                                     | 次番組                          |
| --- | ---------------------------------------------------------- | ------------------------------- |
| （枠設立前） | ROOKIES （2008年4月19日 - 7月26日）                        | 恋空 （2008年8月2日 - 9月13日） |
| TBS系列 土曜20時台                                                                                                  |                                                            |                                 |
| 地球!ジオグラTV （2007年10月13日 - 2008年2月9日） 【同番組までバラエティ枠】 ↓ 単発特番 （2008年2月16日 - 4月12日） | ROOKIES 【本番組より連続ドラマ枠】                         | 恋空                            |
| TBS系 連続ドラマ枠                                                                                                  |                                                            |                                 |
| だいすき!! （2008年1月17日 - 3月20日） 【ここまで木曜22時枠】                                                       | ROOKIES （2008年4月19日 - 7月26日） 【ここから土曜20時枠】 | 恋空 （2008年8月2日 - 9月13日） |

## 映画『ROOKIES -卒業-』
『ROOKIES -卒業-』のタイトルで2009年5月30日、東宝系劇場で公開。キャッチコピーは「夢が、俺たちを強くした。」。テレビドラマ版と同一のキャスティング・スタッフによる製作で、監督はドラマ版では演出を担当した平川雄一朗。ストーリーはドラマ版の続編的な位置づけとされ、ドラマ版では登場しなかった笹崎戦などを織り込んだオリジナルの内容で構成される。またドラマ版では登場しなかった赤星・濱中も登場する。
日本全国428スクリーンで公開され、土日2日間で98万7,387人を動員。2009年公開映画で一番の週末記録を出し、最終興行収入85.5億円を記録した。これは同年に公開された邦画・洋画全作品中で興行収入1位である。また、実写邦画歴代興行収入第8位（2019年現在）ともなっている。『少年ジャンプ』原作映画作品としても2020年に『劇場版 鬼滅の刃 無限列車編』に抜かれるまで1位の座についていた（実写作品に限れば現在も引き続き1位）。

### 映画版からのキャスト
主要人物はキャストの節を参照。
二子玉川学園
- 赤星奨志 - 山本裕典
- 濱中太陽 - 石田卓也

笹崎高校
- 千葉卓真 - 勝野洋
- 川上貞治 - 武田航平
- 別所真澄 - 永井浩介
- 青田 - 兼子和大
- 須田 - 明石純
- 藤本 - 檜尾健太
- 広岡 - 和泉貴臣
- 中島 - 関野隼外

その他
- 御子柴を診察する医師 - 平田満（友情出演）
- 濱中がおやじ狩りを行う男性 - 三浦大輔（特別出演）
- 二子玉川学園高校生徒 - ユージ、山田親太朗、谷桃子、他

### スタッフ（映画）
- 監督 - 平川雄一朗
- 脚本 - いずみ吉紘
- 企画プロデュース - 石丸彰彦
- プロデューサー - 佐藤善宏、東信弘、津留正明、秋山真人
- 音楽プロデューサー - 志田博英
- 音楽 - 羽毛田丈史、髙見優
- 主題歌 - GReeeeN「遥か」（NAYUTAWAVE RECORDS）
- 音響効果 - ヴェントゥオノ
- 製作 - 映画「ROOKIES」製作委員会（TBSテレビ、東宝、集英社、S・D・P、ケイファクトリー、毎日放送、アミューズ、ホリプロ、ワタナベエンターテインメント、中部日本放送、RKB毎日放送、北海道放送、Yahoo! JAPAN）
- 配給 - 東宝
- オフィシャル・サポーター - 伊藤園、トヨタ自動車、ライオン、ロッテ

### 補足（映画）
- 公開初日は日本全国428スクリーンで展開され、2日間（土曜・日曜）での観客動員数は98万人を超えた。また興行収入も2日間で12億円を超える好調なスタートとなった[29][30]。
- 映画版の試合のシーンには実際の高校野球の大会でも数多く使われる明治神宮野球場および神奈川工科大学（劇中では玉川工業大学として出演）のKAITスタジアムで撮影された。また、阪神甲子園球場では撮影こそ行われていないが、上映キャンペーンが行われた[31]。
  - このキャンペーンの一環で、2009年5月12日に横浜スタジアムで開催された横浜ベイスターズ対読売ジャイアンツ7回戦では、川藤幸一率いる二子玉川学園の野球部員10人が総出演で始球式を行なうというサプライズがあった[32]。投手は佐藤隆太、打者は市原隼人。他の出演者はレギュラーポジションに準じる配置であったが、1回目は市原隼人が納得せず、乱闘になったため、始球式は2度行われている。
- 『映画芸術』誌の2009年日本映画ワーストテンにおいてワースト3位となる[33]。『ライムスター宇多丸のウィークエンド・シャッフル』（TBSラジオ）の「ザ・シネマハスラー」や『映画秘宝』(洋泉社)の連載記事「日本映画縛り首」でも激しく批判されている[要追加記述]。
- 2010年9月26日の21:00 - 23:19（JST）にTBS系列で地上波では初めて放送された。平均視聴率は11.2%（関東地区ビデオリサーチ調べ）。
- ROOKIES -卒業-「〜軌跡 完全シナリオ&ドキュメントブック」でのインタビューで山本裕典は二子玉川学園について「短期留学」と表現している。

### DVD/BD（映画）
- DVD
  - ドキュメント of ROOKIES -卒業- （2009年4月22日、SDP） SDP-1007
  - ROOKIES -卒業- DVD通常版（1枚組、2009年12月4日、TCエンタテインメント）
    - 本編：劇場公開版本編を収録
    - 映像特典
      - 特報・劇場予告編・TVスポット集

  - ROOKIES -卒業- LAST DVD ALBUM（3枚組、初回限定生産、2009年12月4日、TCエンタテインメント）
    - ディスク1：本編DVD（2分の未公開シーンを加えた完全版）
    - ディスク2：特典DVD1
      - ドキュメント of ROOKIES -卒業- 完全版
      - 映画公開記念生放送卒業スペシャル

    - ディスク3：特典DVD2
      - 超オフオフ最後の座談会―卒業そして涙。
      - Yahoo! ライブトーク〜ニコガク野球部全員集合・卒業前夜トークライブ〜
      - 前売券発売イベント in 六本木ヒルズ
      - 全部見せます!宣伝SPOT全パターン〜劇場版特報からTVスポット映像まで〜
      - （秘）打ち上げVTR

    - 44P豪華卒業アルバム仕様
- Blu-ray Disc
  - ROOKIES -卒業- ブルーレイ版（1枚組、2009年12月4日、TCエンタテインメント）
    - 本編：完全版本編を収録（LAST DVD ALBUM版と同様）
    - 映像特典
      - 特報・劇場予告編・TVスポット集

### 書籍（映画）
- 小説「映画 ROOKIES -卒業-」著者：浜崎達也（2009年5月、集英社）ISBN 978-4-08-703202-4
- ROOKIES -卒業-「〜軌跡 完全シナリオ&ドキュメントブック」（2009年6月、TBSサービス）ISBN 978-4-904345-04-7

## CRスロット
2013年に稼働

## 舞台
『舞台「ROOKIES」』のタイトルで、2021年11月に上演された。

### 公演リスト
- 2021年11月18日 - 23日：シアター1010
- 2021年11月26日 - 28日：サンケイホールブリーゼ
- 2021年11月30日：栗東芸術文化会館さきら大ホール

### キャスト（舞台）
二子玉川学園高校
- 川藤幸一 - 根本正勝
- 安仁屋恵壹 - 宇野結也
- 若菜智哉 - 縣豪紀
- 御子柴徹 - 小西成弥
- 新庄慶 - 友常勇気
- 関川秀太 - 砂川脩弥
- 平塚平 - うえきやサトシ
- 桧山清起 - 宮澤佑
- 湯舟哲郎 - 須賀京介
- 今岡忍 - 佐川大樹
- 岡田優也 - 桜庭大翔
- 八木塔子 - 太田奈緒
- 藤田カオル - 渡部優衣
- 掛布光秀 - 西洋亮
- 池辺駿作 - 酒井敏也
- 村山義男 - 風見しんご

用賀第一高校
- 武井志門
- 本川翔太
- 舟津大地
- 武田知大
- 村越亮太
- 守上慶人

### スタッフ（舞台）
- 原作 - 森田まさのり
- 脚本・演出 - 伊勢直弘
- 製作 - 舞台「ROOKIES」製作委員会（キョードーファクトリー、イープラス、SANETTY Produce）